# Кріс Джеффріс
Крістофер Аллен «Кріс» Джеффріс (англ. Christopher Allen "Chris" Jefferies, нар. 13 лютого 1980, Фресно, Каліфорнія, США) — американський професіональний баскетболіст, що грав на позиції легкого форварда за декілька команд НБА.

## Ігрова кар'єра
Починав грати у баскетбол у команді старшої школи Вашингтон Юніон (Фресно, Каліфорнія). На університетському рівні грав за команди Арканзас (1998–1999) і Фресно Стейт (2000–2002). 
2002 року був обраний у першому раунді драфту НБА під загальним 27-м номером командою «Лос-Анджелес Лейкерс». Проте професіональну кар'єру розпочав виступами за «Торонто Репторз», куди був обміняний невдовзі після драфту.
Другою і останньою ж командою в кар'єрі гравця стала «Чикаго Буллз», до складу якої він приєднався 2003 року і за яку відіграв лише частину сезону.
За свою коротку кар'єру зіграв у 72 матчах, в яких набирав 3,9 очка та 1,2 підбирання.